# (37906) 1998 FR73
1998 FR73 (asteroide 37906) é um asteroide da cintura principal. Possui uma excentricidade de 0.16470150 e uma inclinação de 5.90107º.
Este asteroide foi descoberto no dia 28 de março de 1998 por Stroncone em Stroncone.